# Culmacris
Culmacris is een geslacht van rechtvleugeligen uit de familie Morabidae. De wetenschappelijke naam van dit geslacht is voor het eerst geldig gepubliceerd in 1976 door Key.

## Soorten
Het geslacht Culmacris omvat de volgende soorten:
- Culmacris archaica Key, 1979
- Culmacris curvicercus Sjöstedt, 1934
- Culmacris diversa Key, 1979
- Culmacris orientalis Key, 1976